# Einar Dønnum
Einar Olav Christiansen Dønnum (19 de abril de 1897 - 22 de abril de 1947) fue un colaborador nazi noruego que fue ejecutado durante la purga legal en Noruega después de la Segunda Guerra Mundial.

## Primeros años
Antes de la guerra, Einar era gerente y maestro de escuela dominical en una iglesia. Trabajó allí durante 8 años antes de verse obligado a renunciar. Einar le había sido infiel a su mujer e inició una relación sexual con una joven de 17 años. Afuera de la iglesia tenía una tienda de chatarra, comprando y vendiendo ropa usada.

## Segunda Guerra Mundial
Durante la ocupación de Noruega por la Alemania nazi, Einar se convirtió en miembro de Nasjonal Samling el 1 de noviembre de 1940. Al año siguiente, comenzó como agente de policía temporal. Einar se unió a la Statspolitiet en 1941.
Einar era conocido por sus brutales métodos de interrogatorio, que incluían la tortura. Contrató a su hijo adolescente, Ole Bernhard Dønnum, como asistente. Además de torturar a los combatientes de la resistencia, Einar también participó en varias ejecuciones de ellos.
Los miembros del movimiento de resistencia noruego, incluido Asbjørn Sunde, realizaron varios intentos fallidos de asesinato de Einar. Cerca del final de la guerra, el nombre de Einar se convirtió en sinónimo de tortura.
En mayo de 1945, Einar huyó con su hijo a Suecia. Ambos fueron arrestados allí y extraditados a Noruega en julio de 1945. Los dos fueron juzgados por traición. Einar enfrentó cargos subyacentes de asalto, tortura y asesinato, pero Ole solo enfrentó cargos subyacentes de tortura. Durante su juicio, Einar trató de presentarse como una figura insignificante que no había hecho nada particularmente grave.
Ambos Dønnums fueron declarados culpables. Einar fue condenado a muerte y Ole fue condenado a seis años de prisión con trabajos forzados. Einar fue ejecutado por un pelotón de fusilamiento en la Fortaleza de Akershus el 22 de abril de 1947. Ole Dønnum fue liberado de prisión el 18 de diciembre de 1948 y cambió su nombre después de su liberación.